# Kanton Sin-le-Noble
Kanton Sin-le-Noble (francouzsky Canton de Sin-le-Noble) je francouzský kanton v departementu Nord v regionu Hauts-de-France. Tvoří ho 15 obcí. Zřízen byl v roce 2015.

## Obce kantonu
- Bruille-lez-Marchiennes
- Erre
- Fenain
- Hornaing
- Lallaing
- Marchiennes
- Pecquencourt
- Rieulay
- Sin-le-Noble
- Somain
- Tilloy-lez-Marchiennes
- Vred
- Wandignies-Hamage
- Warlaing
- Waziers